# Jean Poilevillain
Jean Poilevillain est l'un de ces riches bourgeois du XIVe siècle, rendu indispensable au roi de France du fait de ses importantes ressources pécuniaires et qui de ce fait devient un proche conseiller financier de Philippe VI. Lié aux très impopulaires « remuements de la monnaie », il est emprisonné en 1346 après la défaite de Crécy à laquelle il faut trouver des boucs émissaires.

## Contexte
À partir de la fin du XIIIe siècle, l'équilibre entre les trois ordres se rompt. Le développement des villes a nécessité la création d'un État centralisé rendant justice, unifiant la monnaie et devant protéger le pays contre les attaques éventuelles d'autres États puissants capables de lever des armées conséquentes. Une telle structure doit être financée et l'État a d'autant plus besoin de ressources financières que le système féodal se maintient par la redistribution de richesses vers ses vassaux. Le grand patriciat commerçant possède des ressources financières très abondantes qu'il prête aux princes et aux ecclésiastiques: Il devient un acteur incontournable. 
Ne disposant pas d'une administration suffisante et voulant limiter la puissance des grands féodaux, les capétiens lui délèguent de plus en plus de pouvoirs politiques, fiscaux et judiciaires créant de véritables zones franches aux grands carrefours commerciaux. Par exemple le prélèvement de taxes se fait souvent indirectement: le roi se fait prélevant directement le montant voulu sur la fortunes de riches patriciens qui se remboursent en prélevant l'impôt, empochant alors de confortables bénéfices. De la même manière, le roi fait appel à ces riches changeurs pour des mutations monétaires, autre instrument pour renflouer les caisses de l'état. Ces manipulations qui diminuent la teneur en métaux précieux du numéraire entraînent des dévaluations qui sont très mal perçues par la population des villes et la noblesse (une dévaluation réduit la valeur des redevances seigneuriales à montant fixe). Enfin, La multiplication des affaires à régler a rendu impossible leur seul traitement par les rois et la grande noblesse qui ont alors délégué une partie de leurs pouvoirs judiciaires à des parlements et autres cours de justice qui sont un moyen pour le patriciat de rentrer dans la noblesse de robe.

## Biographie
Jean Poilevillain, grand bourgeois de Paris, maître des monnaies, trésorier du roi, maître des eaux et forêts est l'un de ces conseillers rendus impopulaires par les manipulations monétaires.
En 1346, à la suite de la bataille de Crécy il faut des boucs émissaires et il est rendu responsable du mauvais gouvernement et sont jetés en prison avec d'autres banquiers manipulateurs de la monnaie proches du pouvoir comme Pierre des Essars.
La guerre étant sur le point de reprendre Jean le Bon à besoin de finance. Il convoque les états généraux en 1355, pour obtenir le financement d'une armée par un impôt. Mais les impôts ne rentrent pas et le roi a recours une nouvelle fois aux manipulateurs de la monnaie honnis: il rappelle Jean Poilevillain et Nicolas Braque qu'il nomme respectivement aux Comptes et aux Monnaies. La monnaie est dévaluée une nouvelle fois: Les rentes et loyers diminuent au grand dam de la bourgeoisie, de la noblesse et des prélats: la colère monte.
En 1357, après la défaite de Poitiers, les états généraux menés par Étienne Marcel et Robert Le Coq imposent une monarchie contrôlée au Dauphin. Les anciens conseillers de Jean le Bon sont pourchassés. Jean Poilevillain est le seul à n'avoir pas quitté Paris à temps.